# Varese (provins)
Varese är en provins i regionen Lombardiet i Italien. Varese är huvudort i provinsen. Provinsen etablerades 1927 med kommuner från provinserna Como och Milano.

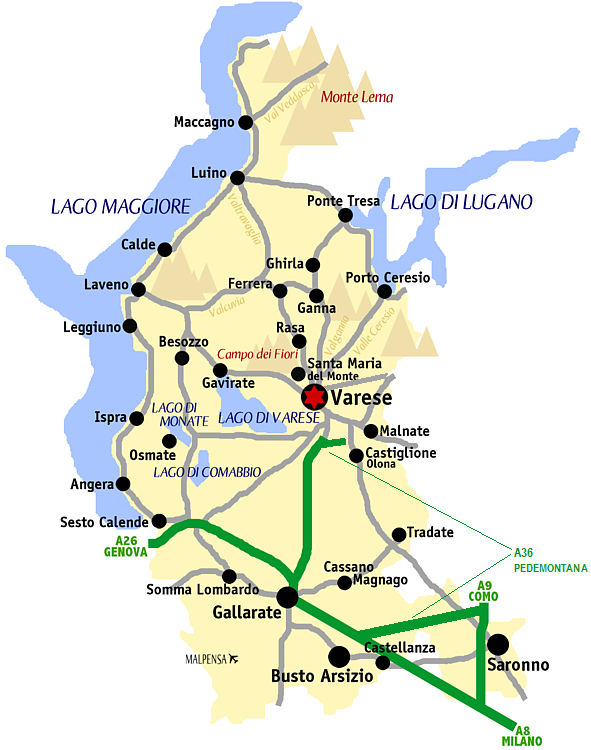
Karta över provinsen

## Administrativ indelning
Provinsen Varese är indelad i 138 comuni (kommuner). All kommuner och förändringar efter 2015 finns i lista över kommuner i provinsen Varese.

## Geografi
Provinsen Varese gränsar:
- i norr och öst mot Schweiz
- i öst mot provinsen Como
- i syd mot provinsen Milano
- i väst mot provinserna Novara och Verbano Cusio Ossola

I provinsen ligger de två stora insjöarna Lago Maggiore och Luganosjön.